# Diocesi di Acheloo
La diocesi di Acheloo (in latino Dioecesis Acheloius) è una sede soppressa e sede titolare della Chiesa cattolica.

## Storia
Acheloo, forse identificabile con Angelocastro sul fiume Aspropotamo in Grecia, è un'antica sede vescovile della provincia romana dell'Epirus Vetus nella diocesi civile di Macedonia. Come tutte le sedi episcopali della prefettura dell'Illirico, fino a metà circa dell'VIII secolo la diocesi di Acheloo era parte del patriarcato di Roma; in seguito fu sottoposta al patriarcato di Costantinopoli.
Nessun vescovo è conosciuto dalle fonti antiche nel primo millennio cristiano. La diocesi sembra essere piuttosto tardiva. Inizialmente suffraganea dell'arcidiocesi di Nicopoli, all'inizio del X secolo la sede Acheloi è menzionata tra le diocesi suffraganee di Naupacto nella Notitia Episcopatuum attribuita all'imperatore Leone VI.
Dal 1933 Acheloo è annoverata tra le sedi vescovili titolari della Chiesa cattolica; la sede è vacante dal 17 aprile 1981.

## Cronotassi dei vescovi titolari
- Emile Durrheimer, S.M.A. † (15 maggio 1952 - 14 settembre 1955 nominato vescovo di Katiola)
- Stanislaus Tigga † (7 novembre 1955 - 24 dicembre 1957 nominato vescovo di Raigarh-Ambikapur)
- Owen Noel Snedden † (23 maggio 1962 - 17 aprile 1981 deceduto)